# Montagne d'Étang
La montagne d'Étang est le nom non officiel d'un sommet de Côte-d'Or situé à une dizaine de kilomètres au sud-ouest de Dijon. La colline a la particularité de posséder une chapelle depuis plusieurs siècles, à son extrémité nord, construite à une altitude de 545 m.

## Toponymie
Le nom de montagne d’Étang, historiquement attesté depuis le Moyen Âge, n’apparaît cependant pas sur les cartes de l’IGN.
Le nom de la montagne est connu dès le Moyen Âge, sous des orthographes variables. En 1257, un texte mentionne les propriétés de Dominique de Velars à la montagne « destan » (montis destan). Le nom de montagne des Tans serait devenu d’Étang,. Au XIXe siècle et au XXe siècle, le nom de l’éminence, fixé en « montagne d’Étang », figure dans les ouvrages concernant la statue, le pèlerinage et le monument à Notre-Dame d’Étang.

## Géographie
Ce sommet, qui culmine à 578 m d'altitude, surplombe la vallée de l'Ouche, et notamment la commune de Velars-sur-Ouche. À l'est, il domine le mont Afrique (600 m) distant de 2 km, et le Plain de Suzâne (602 m) situé au sud-ouest.
D'un aspect très reconnaissable, possédant des pentes très abruptes sur ses flancs est et ouest, avec une forme très allongée sur un axe nord-sud, la montagne d'Étang appartient au massif de la Côte d'Or, relief accidenté s'étendant du Dijonnais jusqu'à Beaune.

## Histoire
L’éminence est depuis au moins le XIVe siècle lieu de pèlerinage marial : des fidèles viennent y prier la Vierge dans l’année ; ils y portent en procession le 2 juillet et le 8 septembre la statuette de Notre-Dame d’Étang, et se rendent au monument à Notre-Dame d’Étang, qui s'élève à l'extrémité nord de la montagne, à 545 mètres d'altitude.
Aux XVIIe et XVIIIe siècles existait sur la montagne un couvent de Minimes, dont il ne reste rien ; le nom du « bois des Minimes » conserve son souvenir.
Une tour du télégraphe optique s'élevait au XIXe siècle près de la chapelle. Vendue en 1857 à la fabrique de Velars ; elle subsista jusqu’à la fin du XIXe siècle.

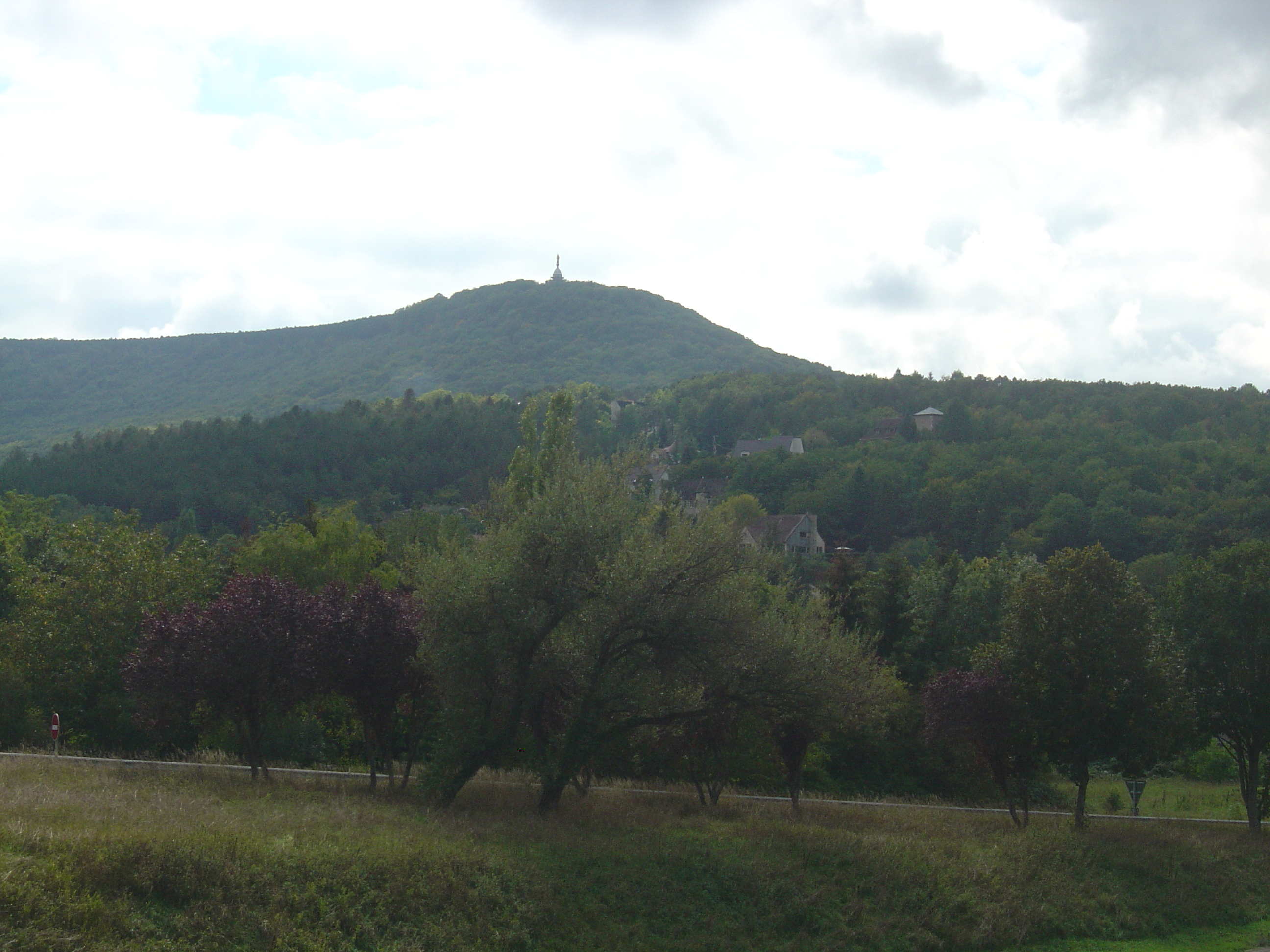
Chapelle sur la colline

## Activités

### Activités sportives
Par sa localisation et sa forte déclivité, la montagne d'Étang est un site où est pratiqué le parapente ; elle possède une aire déboisée de chaque côté est et ouest dédié au décollage.
Sur le site sont aussi pratiqués le VTT et la randonnée pédestre. La colline est traversée par le GR 7, ainsi que le parcours Jean Sage.

### Protection environnementale
Sur cette montagne, la combe de Notre-Dame d'Étang, dont le nom figure sur les cartes de l’IGN, fait partie de la zone naturelle d'intérêt écologique, faunistique et floristique des combes de la Jeune Ronce et du Bois de la Mialle.